# Helene Wessel

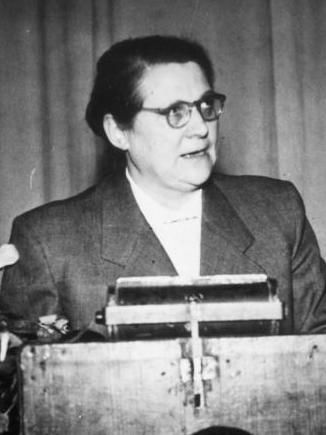
Helene Wessel (1956)

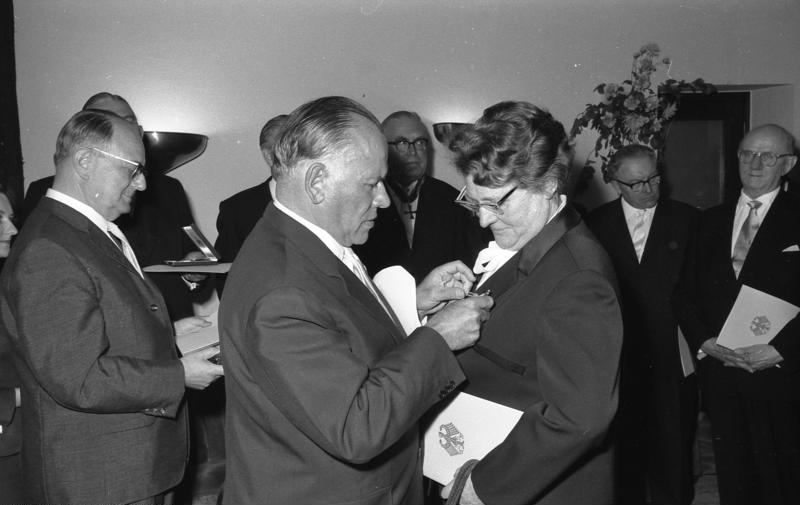
Helene Wessel erhält 1965 das Bundesverdienstkreuz von Eugen Gerstenmaier

Helene Wessel (* 6. Juli 1898 in Dortmund; † 13. Oktober 1969 in Bonn) war eine deutsche Politikerin. Vom 17. Oktober 1949 bis zum Januar 1952 war sie Vorsitzende der Zentrumspartei, danach gründete sie unter anderem mit Gustav Heinemann die Gesamtdeutsche Volkspartei und schloss sich schließlich mit dieser der Sozialdemokratischen Partei Deutschlands (SPD) an. Sie wurde in den Parlamentarischen Rat gewählt und ist damit eine der „Mütter des Grundgesetzes“.

## Biografie
Wessels Geburtshaus stand in der heutigen Geschwister-Scholl-Straße in Dortmund. Sie war das jüngste von vier Kindern des Bahnbeamten Heinrich Wessel und seiner Ehefrau Helene, geborene Linz. Die Eltern waren katholisch geprägt, schon der Vater († 1905) Mitglied der Deutschen Zentrumspartei.
Wessel besuchte die Volks- und Handelsschule, absolvierte eine kaufmännische Lehre und nahm im November 1915 eine Stelle als Sekretärin im Parteibüro der Zentrumspartei in Hörde an. Dort begegnete sie Johannes Gronowski, der ihr politischer Ziehvater wurde. Im März 1923 begann sie an der Staatlichen Wohlfahrtsschule in Münster eine einjährige Ausbildung zur Jugend- und Sozialfürsorgerin, die sie aus eigenen Mitteln, unter anderem aus dem Erlös ihrer Briefmarkensammlung, bezahlte. Ab 1919 engagierte sie sich in der Zentrumspartei und wurde im Mai 1928 als Abgeordnete in den Preußischen Landtag gewählt. Sie gab ihre Tätigkeiten als Parteisekretärin und Fürsorgerin der katholischen Kirche auf. Vom Oktober 1929 an ließ sie sich an der Berliner Deutschen Akademie für soziale und pädagogische Frauenarbeit zur Diplom-Wohlfahrtspflegerin weiterbilden.
Nach der nationalsozialistischen Machtergreifung 1933 wurde Wessel als „politisch unzuverlässig“ eingestuft. Bei der Abstimmung zum Ermächtigungsgesetz im Landtag hatte sie sich nach eigenen Angaben der Stimme enthalten. Sie arbeitete zunächst in der Verwaltung des St.-Johannes-Hospitals in Dortmund, führte ab 1935 ein Forschungsprojekt über den „Zusammenhalt der katholischen Familie durch die Religion“ durch und war danach kurze Zeit Sekretärin beim Katholischen Frauenbund. Ab April war sie zunächst Sekretärin, dann Fürsorgerin beim Katholischen Fürsorgeverein. Als zunächst ehrenamtliche, dann wieder berufliche Fürsorgerin in der „Gefährdetenfürsorge“ referierte und publizierte sie und setzte sich als Befürworterin der Zwangsverwahrung für ein Bewahrungsgesetz ein, das die dauerhafte Zwangsunterbringung von als „gemeinschaftsunfähig“ betrachteten Personen in geschlossenen Anstalten vorsah. Auch für die Sterilisation von „Asozialen“ setzte sie sich ein.
Nach dem Zweiten Weltkrieg betätigte sie sich wieder politisch, zunächst erneut im Zentrum, dann in der Gesamtdeutschen Volkspartei (GVP). Als diese bei der Bundestagswahl 1953 an der Sperrklausel (Fünf-Prozent-Hürde) scheiterte, verlor sie ihr Mandat und war vorübergehend freie Mitarbeiterin des Deutschen Gewerkschaftsbunds. Sie trat der SPD bei, für die sie 1957 erneut in den Bundestag gewählt wurde, dem sie dann bis zu ihrem Tod angehörte.
Helene Wessel starb im Alter von 71 Jahren und wurde auf dem Südfriedhof in Bonn beigesetzt.

### Politik
Helene Wessel, die seit 1915 für die Deutsche Zentrumspartei arbeitete und ihr seit 1919 angehörte, engagierte sich zunächst im Windthorstbund. Sie wurde 1922 seine westfälische Landesvorsitzende und gehörte ab 1930 dem Bundesvorstand an. Über diese Tätigkeit erreichte sie auch führende Funktionen in der Zentrumspartei. 1924 wurde sie in den Reichsparteiausschuss delegiert, das höchste Gremium zwischen den Parteitagen. 1925 wurde sie Mitglied im Reichsparteivorstand. Im Mai 1928 erfolgte schließlich die Wahl in den Preußischen Landtag für den Wahlbezirk Westfalen-Süd. Sie war damit die jüngste Abgeordnete ihrer Fraktion und zugleich Fachsprecherin für Fürsorgefragen.

Wessel war aktiv in der Bodenreformbewegung:
1932 rechnete die preußische Landtagsabgeordnete Helene Wessel den Bodenreformern auf einer Tee-Party vor, wie teuer ein "Anstaltskrüppel" den Staat komme. Die kosten seien nicht länger tragbar, man möge sich nicht von "falschen Humanitätsgefühlen" beirren lassen, sondern die Mittel zugunsten "noch gesunder Familienschichten" umleiten.
Bei den Wahlen im April 1932 und März 1933 konnte sie ihr Mandat verteidigen. Sie lehnte eine Zusammenarbeit mit den Nationalsozialisten streng ab, obwohl sie sich bei der Abstimmung über das Ermächtigungsgesetz enthielt. Mit Auflösung des Zentrums und des Landtags endete Wessels politische Laufbahn vorübergehend. Sie publizierte aber weiter zu sozialpolitischen Themen, etwa zur angeblichen „bevölkerungspolitischen Notwendigkeit“ eines Zwangsbewahrungsgesetzes.
Nach dem Ende der nationalsozialistischen Diktatur knüpfte Wessel an ihre politische Arbeit wieder an. Sie schloss sich erneut dem Zentrum an und wurde auf dem ersten Parteitag im März 1946 dessen stellvertretende Vorsitzende. Im Gegensatz zu vielen ihrer ehemaligen Parteifreunde trat sie nicht der neu gegründeten Christlich-Demokratischen Union Deutschlands (CDU) bei, da sie diese nicht in der sozial-fortschrittlichen Tradition des politischen Katholizismus sah und nach ihrer Einschätzung zu viele reaktionäre Kräfte und Steigbügelhalter Hitlers der CDU beitraten. Im September 1946 wurde sie Lizenzträgerin des Neuen Westfälischen Kuriers und zog an den Verlagsort der Zeitung, Werl, um. Bereits im Februar 1946 war sie Mitglied des Zonenbeirats geworden, ab April war sie Abgeordnete im westfälischen Provinziallandtag und ab Oktober auch im ernannten Landtag Nordrhein-Westfalens.
Im Rahmen der Gesellschaft Imshausen beteiligte sie sich an Diskussionen um die Erneuerung Deutschlands. Im September 1948 wurde sie mit Johannes Brockmann als Vertreterin des Zentrums in den Parlamentarischen Rat gewählt, in dem sie als Schriftführerin wirkte. Sie war damit neben Friederike Nadig, Elisabeth Selbert und Helene Weber eine der vier Mütter des Grundgesetzes, dem sie jedoch wegen ihrer Meinung nach mangelnder demokratischer und sozialer Grundrechte die Zustimmung verweigerte.
Nach dem Tod von Fritz Stricker übernahm Wessel im Oktober 1949 den Bundesvorsitz des Zentrums, den sie bis zu ihrem Parteiaustritt innehatte. Sie war damit die erste weibliche Vorsitzende einer Partei in Deutschland. 1949 wurde sie für die Zentrumspartei in den ersten Deutschen Bundestag gewählt. Sie war Kandidatin im Wahlkreis Münster-Stadt und -Land und erzielte dort 30,5 Prozent der Wählerstimmen und damit den höchsten Stimmenanteil des Zentrums in einem Wahlkreis. Im Bundestag übernahm sie auch den Fraktionsvorsitz, den sie nach dem Zusammenschluss mit der Bayernpartei zur Föderalistischen Union (FU) zunächst beibehielt. Eine weibliche Fraktionsvorsitzende gab es im Bundestag erst Jahrzehnte später wieder. Außerdem war sie bis zum 13. Februar 1953 Vorsitzende des Ausschusses für Fragen der öffentlichen Fürsorge.
Wessels vehemente Ablehnung der Wiederbewaffnung und ihr Engagement in der Notgemeinschaft für den Frieden in Europa stießen in weiten Teilen der Partei auf Ablehnung. Im Januar 1952 trat sie vom Parteivorsitz zurück und erklärte am 12. November ihren Parteiaustritt. Gemeinsam mit Gustav Heinemann, Hans Bodensteiner, Thea Arnold, Hermann Etzel, Diether Posser und Johannes Rau gründete sie am 29./30. November die GVP. Diese scheiterte bei der nächsten Wahl an der neu eingeführten bundesweiten Fünf-Prozent-Hürde.
Nach der Auflösung der GVP wechselte Wessel wie ihre meisten Mitglieder zur SPD und errang 1957 über deren Landesliste wieder ein Bundestagsmandat, das sie bis zu ihrem Tod innehatte. Bis 1965 leitete sie den Petitionsausschuss des Deutschen Bundestages, anschließend war sie bis zu ihrem Tod dessen stellvertretende Vorsitzende. Weitere Ämter übernahm sie wegen ihrer angegriffenen Gesundheit nicht.
Sie engagierte sich noch in der Bewegung Kampf dem Atomtod, setzte sich für Völkerverständigung ein und stimmte 1968 mit der Begründung, sie habe die Auswirkungen des Ermächtigungsgesetzes erlebt, gegen die Notstandsgesetze.

## Ehrungen
- 1965: Großes Bundesverdienstkreuz[12]
- 1989 wurde in Gütersloh im Ortsteil Sundern eine Straße nach ihr benannt.
- 1996 wurde eine Straße im Münchner Stadtteil  Freimann nach ihr benannt.
- Im Dortmunder Stadtteil Hörde, ihrem Geburtsort, wurde eine Straße nach ihr benannt.
- Die Stadt Dortmund hat ebenfalls beschlossen, ihr im Dortmunder Stadtgarten ein Denkmal zu errichten. Ein Wettbewerb dafür ist ausgeschrieben.[13]

## Schriften
- Lebenshaltung aus Fürsorge und Erwerbstätigkeit. Eine Untersuchung des Kostenaufwandes für Sozialversicherung, Fürsorge und Versorgung im Vergleich zum Familieneinkommen aus Erwerbstätigkeit. Verlagsgesellschaft Müller, Berlin 1931, DNB 578322706.
- Von der Notwendigkeit und den Grenzen der sozialen Fürsorge, Jahrbuch der Bodenreform 1932
- Bewahrung, nicht Verwahrlosung: Eine eugenische und fürsorgerische Notwendigkeit. van Gils, Geilenkirchen 1934, DNB 578322692.
- Unser Weg nach Europa. Wortlaut der Rede im Berliner Studentenhaus vor den Arbeitsgruppen der ‚Notgemeinschaft für den Frieden Europas‘ vom 6. Juli 1952. Berliner Arbeitsgruppen der Notgemeinschaft für den Frieden Europas, Berlin 1952, OCLC 611707971.